# Pseudosermyle strigata
Pseudosermyle strigata is een insect uit de orde Phasmatodea en de familie Diapheromeridae. De wetenschappelijke naam van deze soort is voor het eerst geldig gepubliceerd in 1900 door Scudder.